# Тречента
Тречента (італ. Trecenta, вен. Tresenta) — муніципалітет в Італії, у регіоні Венето,  провінція Ровіго.
Тречента розташована на відстані близько 360 км на північ від Рима, 85 км на південний захід від Венеції, 27 км на захід від Ровіго.
Населення — 2810 осіб (2014).

## Демографія
Населення за роками:

Станом на 1 січня 2023 року в муніципалітеті офіційно проживало 285 іноземців з 21 країни, серед них 36 громадян країн Євросоюзу та 8 громадян України.

## Сусідні муніципалітети
- Бадія-Полезіне
- Баньйоло-ді-По
- Канда
- Ченезеллі
- Джаччано-кон-Барукелла
- Салара